# Саут-Біч (Флорида)
Саут-Біч (англ. South Beach) — переписна місцевість (CDP) в США, в окрузі Індіан-Рівер штату Флорида. Населення — 3703 особи (2020).

## Географія
Саут-Біч розташований за координатами 27°35′21″ пн. ш. 80°20′38″ зх. д. / 27.58917° пн. ш. 80.34389° зх. д. (27.589116, -80.343918).  За даними Бюро перепису населення США в 2010 році переписна місцевість мала площу 17,73 км², з яких 7,04 км² — суходіл та 10,70 км² — водойми.

## Демографія
Згідно з переписом 2010 року, у переписній місцевості мешкала 3501 особа в 1678 домогосподарствах у складі 1241 родини. Густота населення становила 197 осіб/км².  Було 2281 помешкання (129/км²).
Расовий склад населення:
| - 98,4 % — білих - 0,8 % — азіатів - 0,1 % — корінних американців - 0,1 % — чорних або афроамериканців |

До двох чи більше рас належало 0,4 %. Частка іспаномовних становила 2,3 % від усіх жителів.
За віковим діапазоном населення розподілялося таким чином: 12,1 % — особи молодші 18 років, 39,9 % — особи у віці 18—64 років, 48,0 % — особи у віці 65 років та старші. Медіана віку мешканця становила 63,8 року. На 100 осіб жіночої статі у переписній місцевості припадало 88,4 чоловіків;  на 100 жінок у віці від 18 років та старших — 87,3 чоловіків також старших 18 років.
Середній дохід на одне домашнє господарство  становив 156 413 долари США (медіана — 99 886), а середній дохід на одну сім'ю — 180 154 долари (медіана — 132 743). Медіана доходів становила 123 651 долар для чоловіків та 41 346 доларів для жінок. За межею бідності перебувало 2,6 % осіб, у тому числі 23,5 % дітей у віці до 18 років та 0,0 % осіб у віці 65 років та старших.
Цивільне працевлаштоване населення становило 1126 осіб. Основні галузі зайнятості: освіта, охорона здоров'я та соціальна допомога — 28,5 %, фінанси, страхування та нерухомість — 21,8 %, роздрібна торгівля — 12,2 %, науковці, спеціалісти, менеджери — 9,8 %.